# لینگنفلد
لینگنفلد (به آلمانی: Lingenfeld) یک شهر در آلمان است که در گرمرسهایم واقع شده‌است. لینگنفلد ۵٬۴۰۱ نفر جمعیت دارد.

## خواهرخوانده
شهر تورسی، سنه مرن خواهرخواندهٔ لینگنفلد هست.